# Редоєшть-Дял
Редоєшть-Дял, Редоєшті-Дял (рум. Rădoiești-Deal) — село у повіті Телеорман в Румунії. Входить до складу комуни Редоєшть.
Село розташоване на відстані 82 км на південний захід від Бухареста, 25 км на північний захід від Александрії, 107 км на схід від Крайови.

## Населення
За даними перепису населення 2002 року у селі проживали 1242 особи, усі — румуни. Усі жителі села рідною мовою назвали румунську.